# Gilbert Gross
Pour les articles homonymes, voir Gross.
Gilbert Gross est un homme d’affaires et publicitaire français né le 3 avril 1931 et mort le 27 mars 2019,.
Il fonde en 1968 le groupe publicitaire Carat, qu’il revend au groupe Aegis en 1988. Il est considéré comme « l’inventeur » du marché de l’achat média en France,,,.

## Biographie
Fils de commerçants d'origine russe, Gilbert Gross commence sa carrière dans une petite agence publicitaire et lance sa propre agence de publicité, avant de fonder sa propre entreprise d’achat média avec Michel Doliner, GGMD, qui devient Carat Espace, aidé par son frère Francis Gross. 
Son idée repose sur l'achat auprès des médias d'espaces publicitaires, pour ensuite les revendre au détail. La vente de Carat au groupe britannique Aegis, en 1988, lui permet de devenir un actionnaire de référence de la société,. 
En 1988, il est le premier joueur français à remporter un titre au WSOP .
En mars 2019, il décède à son domicile de Neuilly-sur-Seine à l'âge de 87 ans,.

## Affaires
En 1995, il est mis en examen abus de biens sociaux et complicité et faux en écriture privée et usage dans une affaire de rémunération occulte de Gérard Colé, conseiller de François Mitterrand à l’Élysée. Le montant des versements au seul bénéfice de Gérard Colé est à 116.000 euros. 